# Monastère de Mar Saba
Pour les articles homonymes, voir Saba (homonymie).
Le monastère de Mar Saba, ou laure de Saint-Sabas (Λαύρα Σάββα τοῦ Ἡγιασμένου) appelée aussi Grande Laure, est un monastère orthodoxe hiérosolymitain situé à treize kilomètres de Jérusalem en Cisjordanie. C'est un des plus anciens monastères chrétiens.

## Histoire
Dans la continuité des laures établies par Chariton le Confesseur, le monastère a été fondé au Ve siècle par saint Sabas le Sanctifié (vers 443-532). La première église, dans une chapelle, à la manière cappadocienne, est dédiée à la Théotokos (Mère de Dieu) le 12 décembre 490 ; la seconde date du 1er juillet 501. Le monastère accueillit au VIIe siècle saint Jean Damascène, saint de l’Église orthodoxe et de l’Église catholique.
Le monastère donne son modèle de liturgie, appelé le Typikon de Jérusalem (élaboré à Saint-Sabba) au monachisme russe, qui l'adopte courant XVe siècle, en remplaçant le typikon de Constantinople. Le modèle de Saint-Sabba, plus élaboré et plus complexe, plus adapté donc aux moines, sera ensuite adopté pour le service des cathédrales et des églises, preuve de l'influence de la vie monastique sur la vie de l'Église orthodoxe russe.

## Galerie

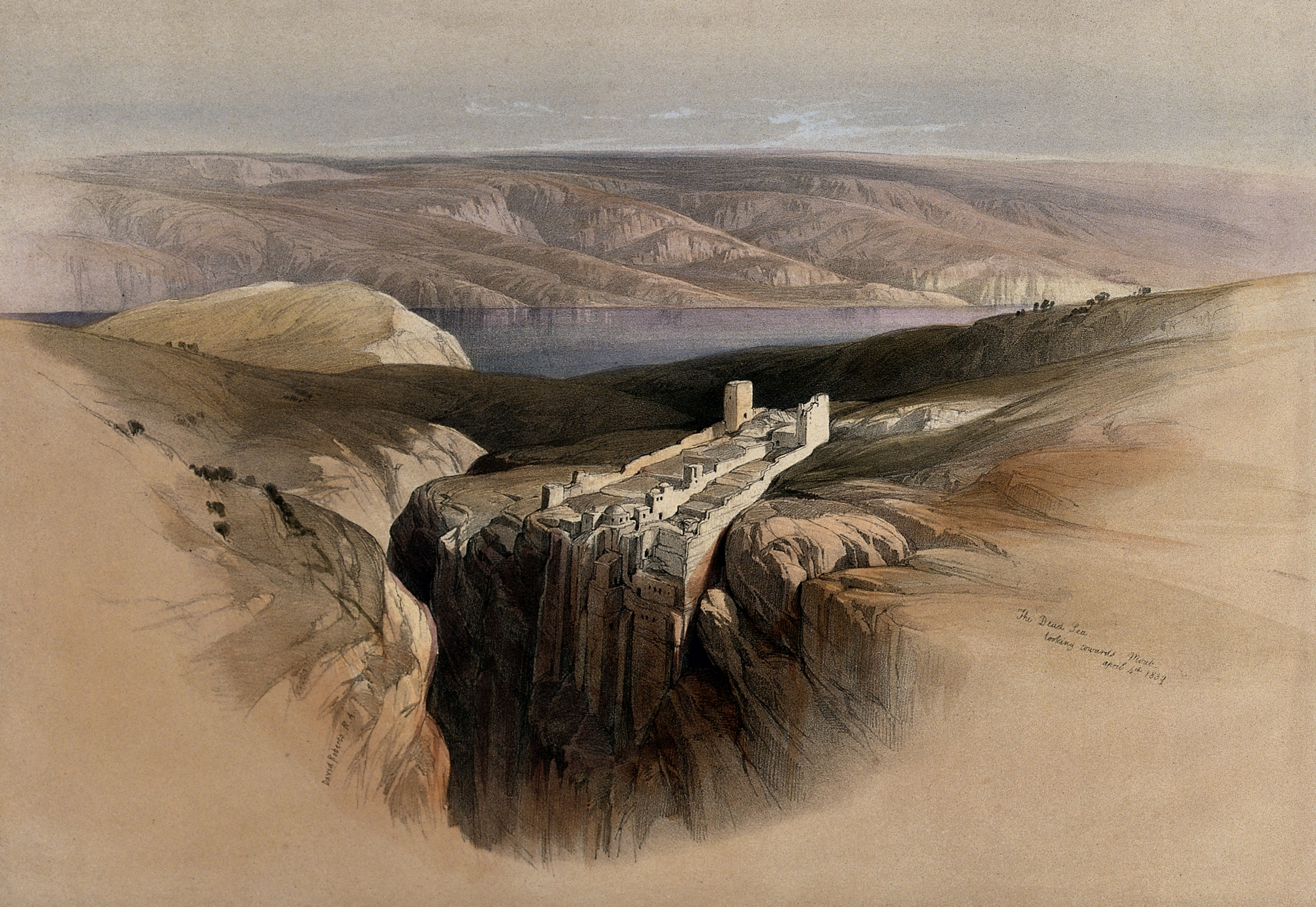
1843.
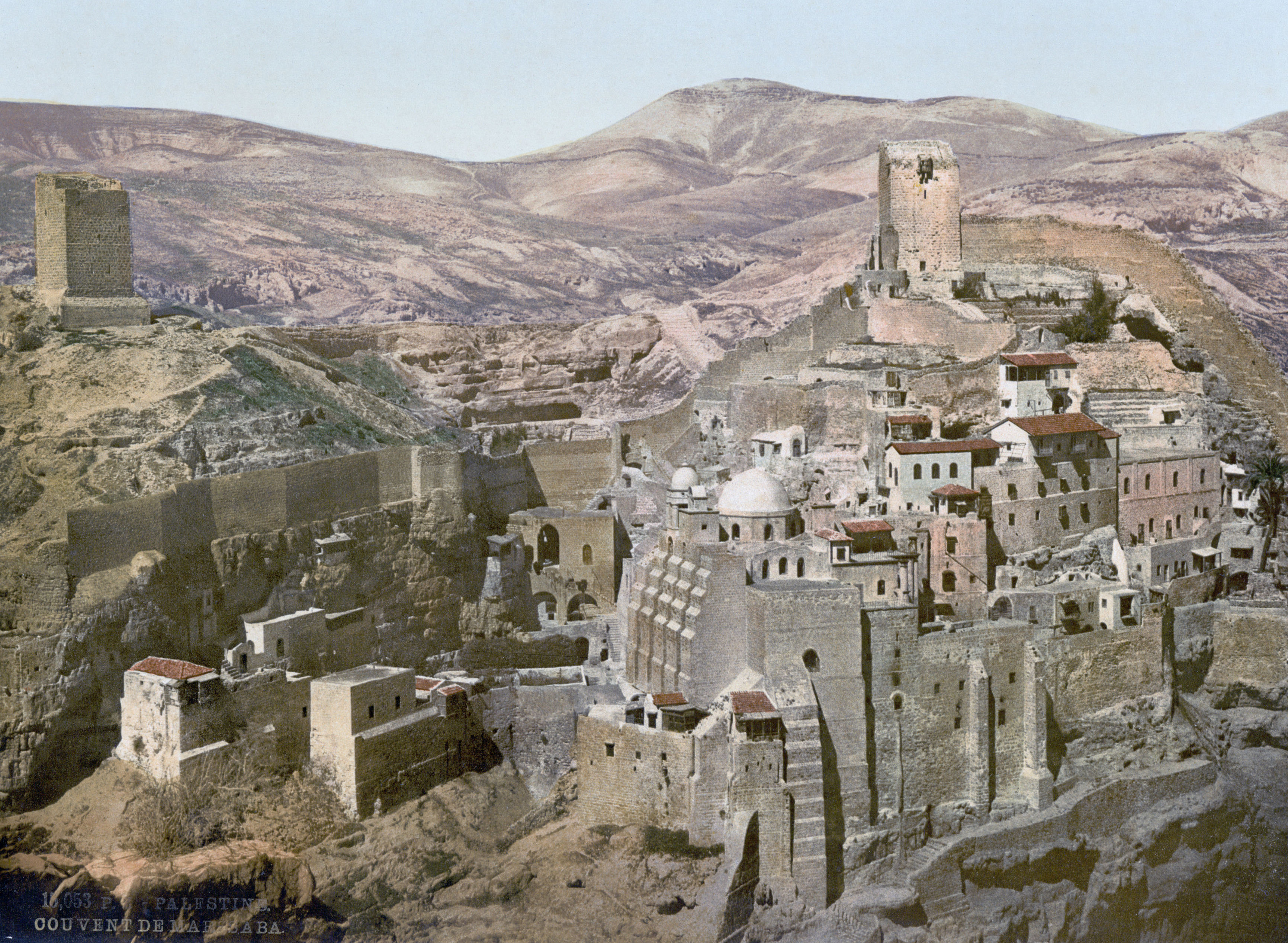
1900.
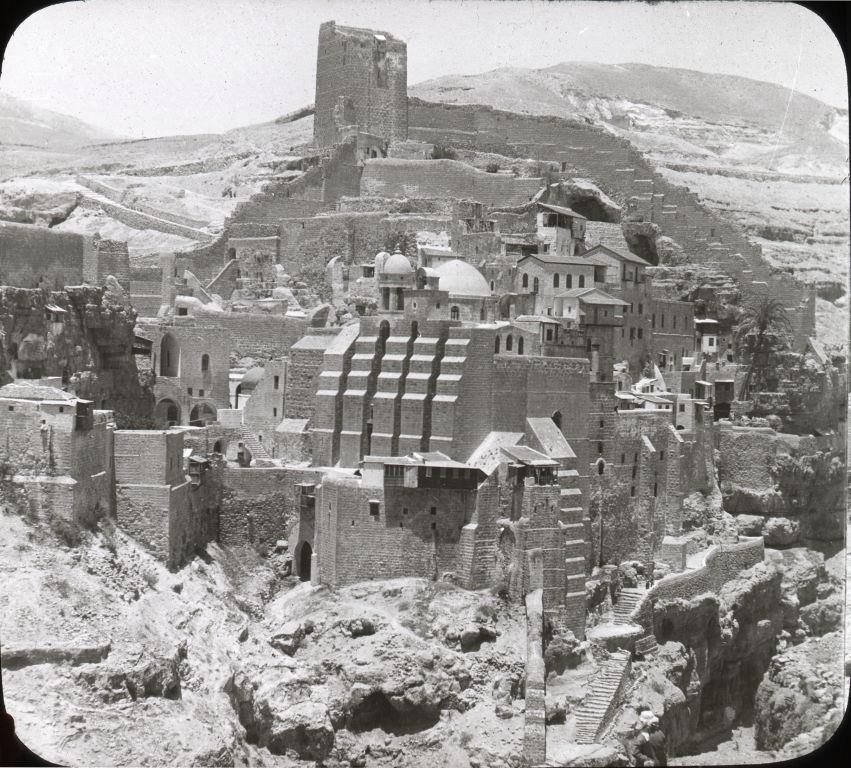
1910.
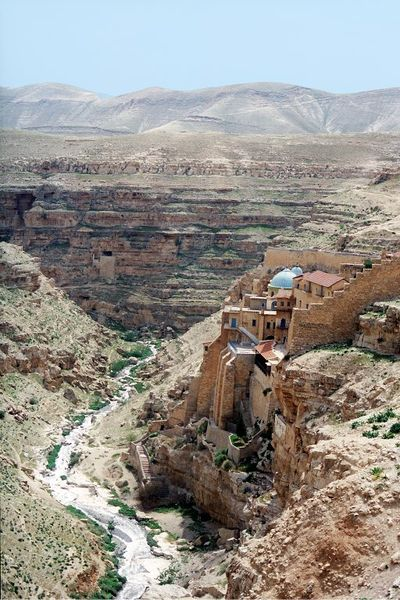
2005.
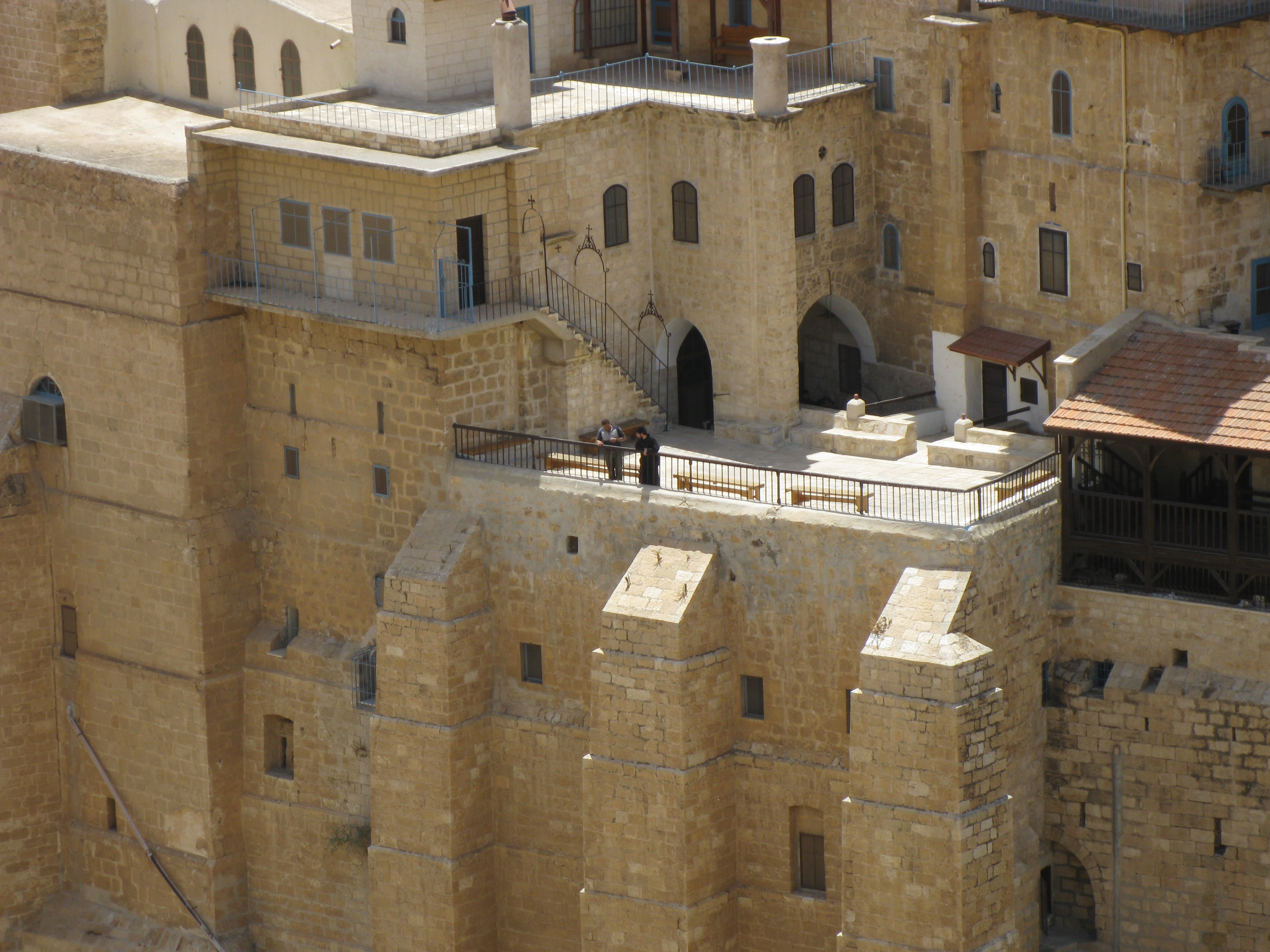
2010.
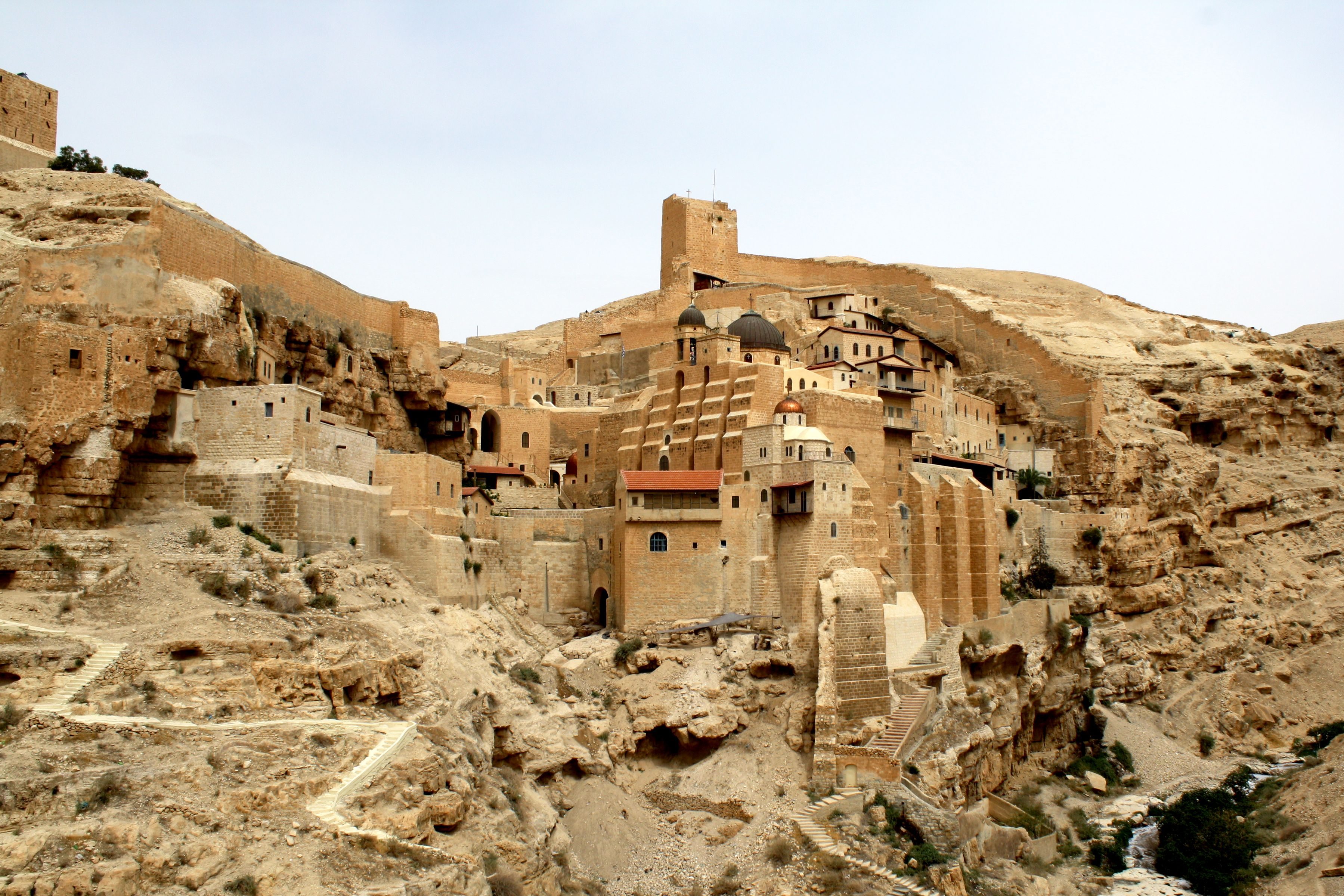
2011.
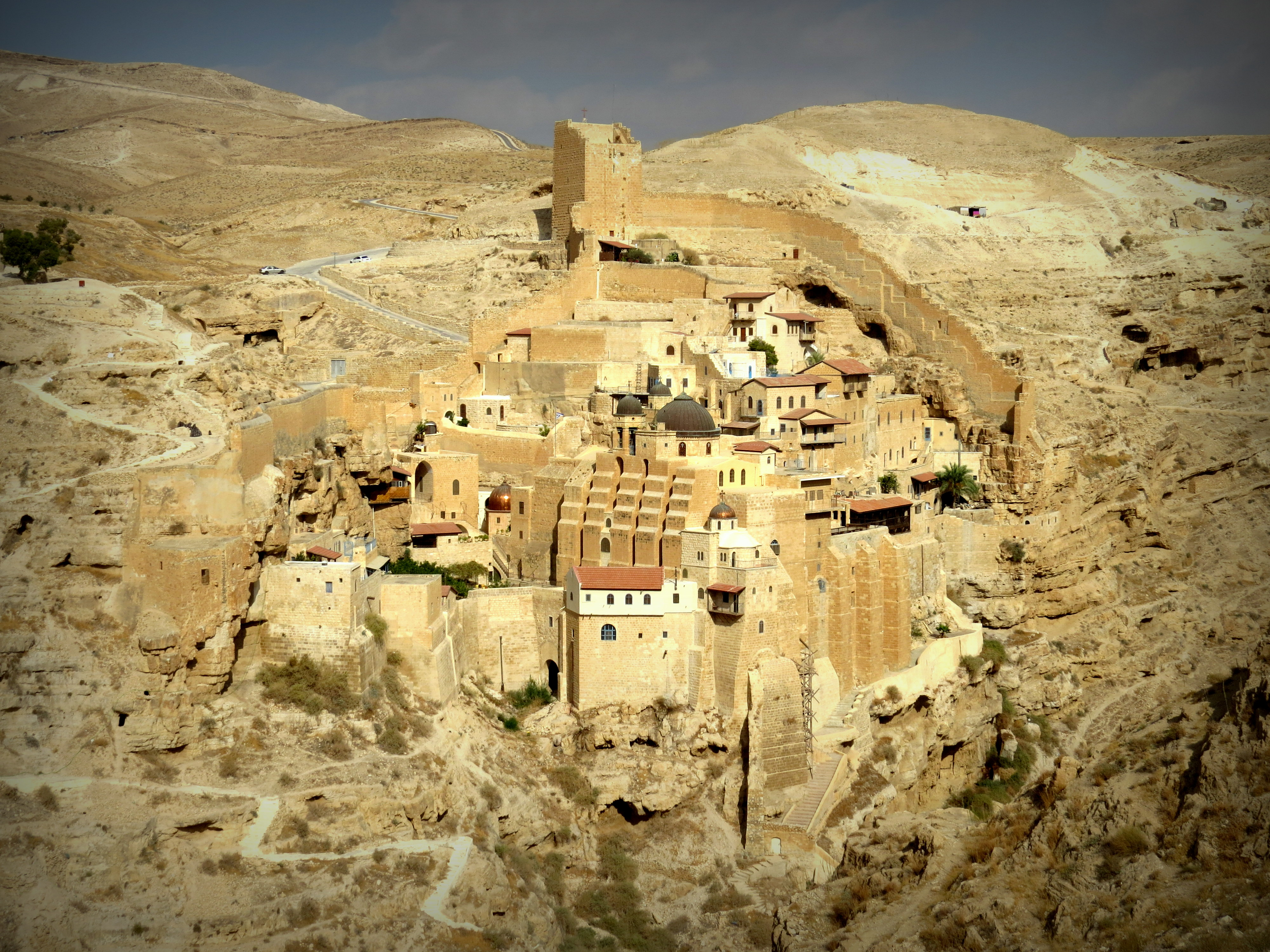
Vue générale du monastère de Mar Saba.
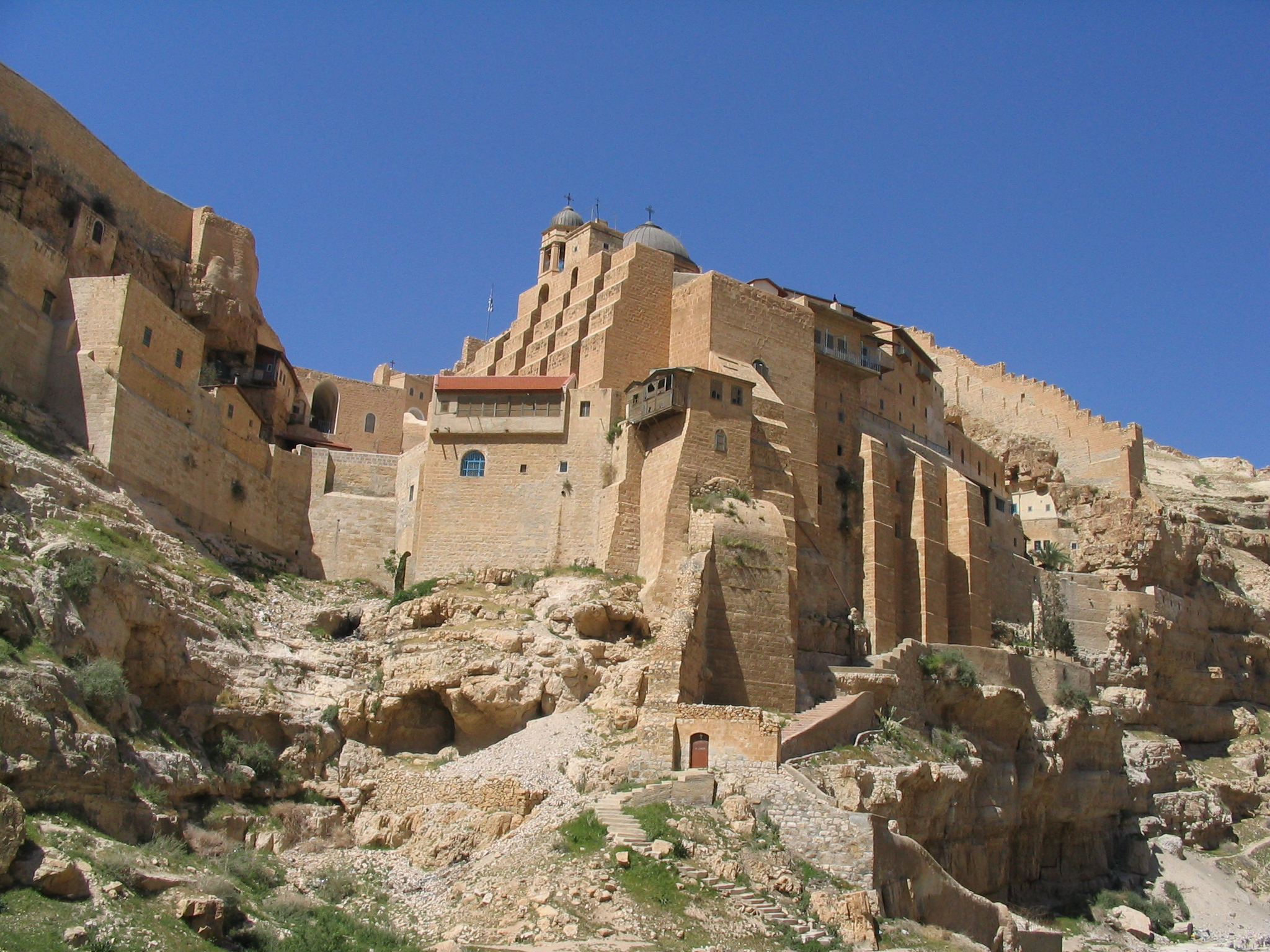
Monastère de Mar Saba.

## Liste des higoumènes au premier millénaire
Le manuscrit de la Liturgie de saint Jacques sinaï géorgien, ancien fonds, no 53, Xe siècle, donne une liste des higoumènes de Mar-Saba. Certains sont aussi indiqués dans le manuscrit de Jean Zosime sinaï géorgien, ancien fonds, no 34, Xe siècle, avec une date de commémoration (correspondant vraisemblablement à la date du décès) qui, dans certains cas, est attestée aussi par d'autres documents (comme la version géorgienne du lectionnaire de Jérusalem) :

- Sabas le Sanctifié (439-532), 5 décembre.
- Zénon.
- Mélitas (Méliton)[3], 3 janvier.
- Théodule (Théodore), 9 janvier.
- Gelase (frère de Mélitas).
- Cassien.
- Conon.
- Anastase.
- Stéphane (Étienne), 12 janvier (?).
- Nicodème, 13 mars.
- Thomas.
- Jean (Johan), 29 janvier (?).
- Jean (Johan), 29 janvier (?).
- Stéphane (Étienne), 12 janvier (?).
- Job.
- Constantin.
- Stratègios, 5 mai.
- Salomon.
- David.
- Pierre.
- (nom illisible).
- Anastase.
- Salomon.

## Autres moines connus

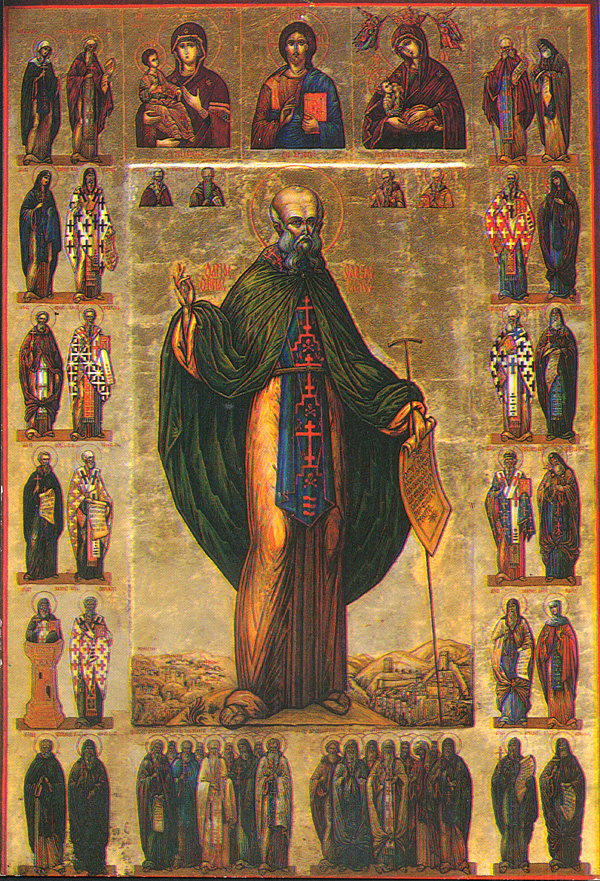
Icône de saint Sabas.

- Cyrille de Scythopolis.
- Antiochos le Moine.
- Stratègios.
- Étienne le Sabaïte.
- Michel le Syncelle (18 décembre).
- Théodore Abu Qurrah[4].
- Jean Moschus.
- Jean Damascène (4 décembre).

## Martyrs sabaïtes
- 44 martyrs († 614) ; fête le 16 mai.
- Serge, († 796) ; fête le 20 mars.
- 20 martyrs († 797) ; fête le 19 ou le 20 mars.
- Michel le Sabaïte (19 juillet).

### Articles connexes

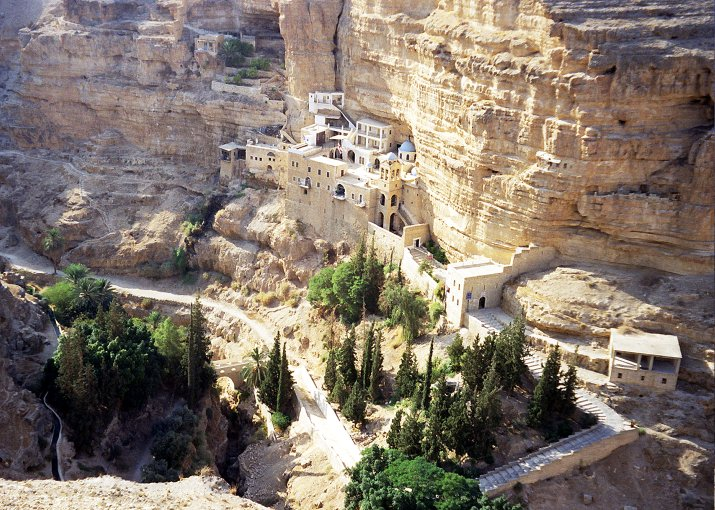
.